# Charles Gordon-Lennox, 5:e hertig av Richmond
Charles Gordon-Lennox, 5:e hertig av Richmond, född 3 augusti 1791, död 21 oktober 1860 i sitt residens på Portland Place i London, var en brittisk ädling, son till Charles Lennox, 4:e hertig av Richmond och lady Charlotte Gordon, dotter till Alexander Gordon, 4:e hertig av Gordon. 
Han studerade vid Westminster School och Trinity College, Dublin. Han gjorde en militär karriär, var med under Napoleonkrigen och tjänstgjorde bland annat som adjutant hos prinsen av Oranien och hertigen av Wellington under slaget vid Waterloo. 
Dessutom gjorde han en politisk karriär. Han var parlamentsledamot 1812–1819. Då hans far dog 1819, övertog han dennes plats bland lorderna och gjorde sig känd som en ivrig och starkt konservativ medlem av brittiska överhuset. Han tjänstgjorde även som Privy Councellor från 1830. Åren 1835–1860 var han lordlöjtnant över Sussex och utnämndes 1829 till riddare av Strumpebandsorden. 
När han 1836 ärvde sin barnlöse morbror, George Gordon, 5:e hertig av Gordon, lade han till Gordon på sitt efternamn.

## Familj
Han gifte sig 1817 med lady Caroline Paget (1796–1874), dotter till Henry Paget, 1:e markis av Anglesey. De fick flera barn, däribland:
- Charles Gordon-Lennox, 6:e hertig av Richmond (1818–1903)
- Lord Henry Lennox (1821–1886), MP
- Lord Alexander Gordon-Lennox (1825–1892) MP
- Lady Cecilia Catharine Gordon-Lennox (1838–1910), gift med George Bingham, 4:e earl av Lucan. De blev anfäder till prinsessan Diana.